# Tolkien Trust
Le Tolkien Trust est un organisme caritatif créé en 1977 par les quatre enfants de J. R. R. Tolkien, qui gère les droits de l'auteur, en lien étroit avec le Tolkien Estate.
Le Trust reverse des fonds pour des actions caritatives telles que :
- l'aide d'urgence et le secours aux sinistrés ;
- des organismes de bienfaisance à destination de la santé ;
- des causes environnementales ;
- l'éducation et les arts.